# Gábor Szentpétery
Gábor Szentpétery (* 4. února 1981 Rožňava) je architekt, fotograf a cestovatel. Zabývá se obytnými i občanskými stavbami. Je synem Adama Szentpéteryho.

## Život
Narodil se v roce 1981 v Rožňavě. Po studiu na gymnáziu Jana Amose Komenského v Košicích v roce 1995, pokračoval studiem na Fakultě architektury ČVUT v Praze. Absolvoval obor architektury (Jan Bočan, Arnošt Navrátil, Michal Hlaváček). Po absolvování vysoké školy založil samostatnou kancelář GÁSE.
V roce 2017 založili s kolegou Danielem Zhangem dvouletou architektonickou soutěž SkyCity Challenge.
Současně vede ateliér GÁSE a spolupodílí se na projektování architektonických návrhů v Číně.
Gábor je občasný architekt a nomád. Před osmi lety opustil Evropu a od té doby cestuje. Za tu dobu navštívil už 66 zemí. Od začátku zaznamenává příběhy lidí, které potkává a svůj projekt nazývá jednoduše Lidé, které potkávám. Jakub Freiwald

## Biografie
- 1981 narozený v Rožňavě Československu
- 1995 gymnázium Jana Amose Komenského v Košicích
- 2000 Fakulta architektury ČVUT v Praze
- 2003 College of Architecture Planning & Design na Kansas State University, Manhattan, Spojené státy americké
- 2005 Facultad de Bellas Artes na Universitat Politécnica de Valencia, Valencia, Španělsko

## Vybrané projekty
- 2005 Nike Spiral, projekt pro Designblok Praha, Česko
- 2007 Ošetřovatelský dům v Cañete, Španělsko
- 2007 Radnice v Mos, Španělsko
- 2009 Interiéry pro Ogilvy & Mather, Praha, Česko
- 2012 Sídlo společnosti Greenland, Čchang-ša, Čína
- 2013 Hlavní stanice vysokorychlostní železnice v Zibo, Čína
- 2014 Stanice metra v Šanghaji, Čína

## Výstavy a Prezentace
- "I WANT MORE", Taipei 2012
- "One Human Race" TEDx, Shanghai 2016
- "PEOPLEIMEET" Long Museum West Bund, Shanghai 2016